# Cristiane Wersom
Cristiane Wersom (8 de setembro de 1975), é uma atriz e roteirista brasileira.
Formada pela Escola de Arte Dramática (EAD/USP) e integrante do grupo As Olívias desde 2005, trabalhou no teatro com diretores como Iacov Hillel, Celso Frateschi, Hugo Possolo e Marco Antonio Pâmio. Participa, como convidada, do espetáculo Improvável, com a Cia. Barbixas de Humor.  Na TV, integrou o elenco dos programas É Tudo Improviso, na Band; Olívias na TV, no Multishow e atuou na novela Vai na Fé, da Rede Globo.

## Biografia
Cristiane Werson (Cris Werson), nascida no Estado de São Paulo, em 08 de setembro de 1975, é atriz e roteirista formada pela Escola de Arte Dramática (EAD/USP).
Foi integrante do grupo As Olívias e co-criadora e atriz dos projetos "Olívias na TV", no Multishow, com 4 temporadas de sucesso; "Olívias+" no Programa do Justos, na Record e "É tudo improviso" na Band, programa que revezava com o CQC e que atingiu picos de 7 pontos de audiência.
Como improvisadora, se apresentou em todo o Brasil com o espetáculo, Improvável, da Cia. Barbixas de humor, além de ser convidada oficial do Noite de Improviso no Comedians.
Trabalhou exclusivamente como roteirista nos projetos: "Quem chega lá?", Domingão do Faustão na Globo, "Whos the Bitch?" ABC americana, "Dirige Rafa!" com Rafael Cortez, no Comedy Central. Atualmente escreve "A culpa é do Cabral", programa de maior ibope no Comedy Central; "Homens", série do Porta dos Fundos para o Comedy Central e Amazon e "Dicas da Júlia", programa cômico para a TVI Portugal.

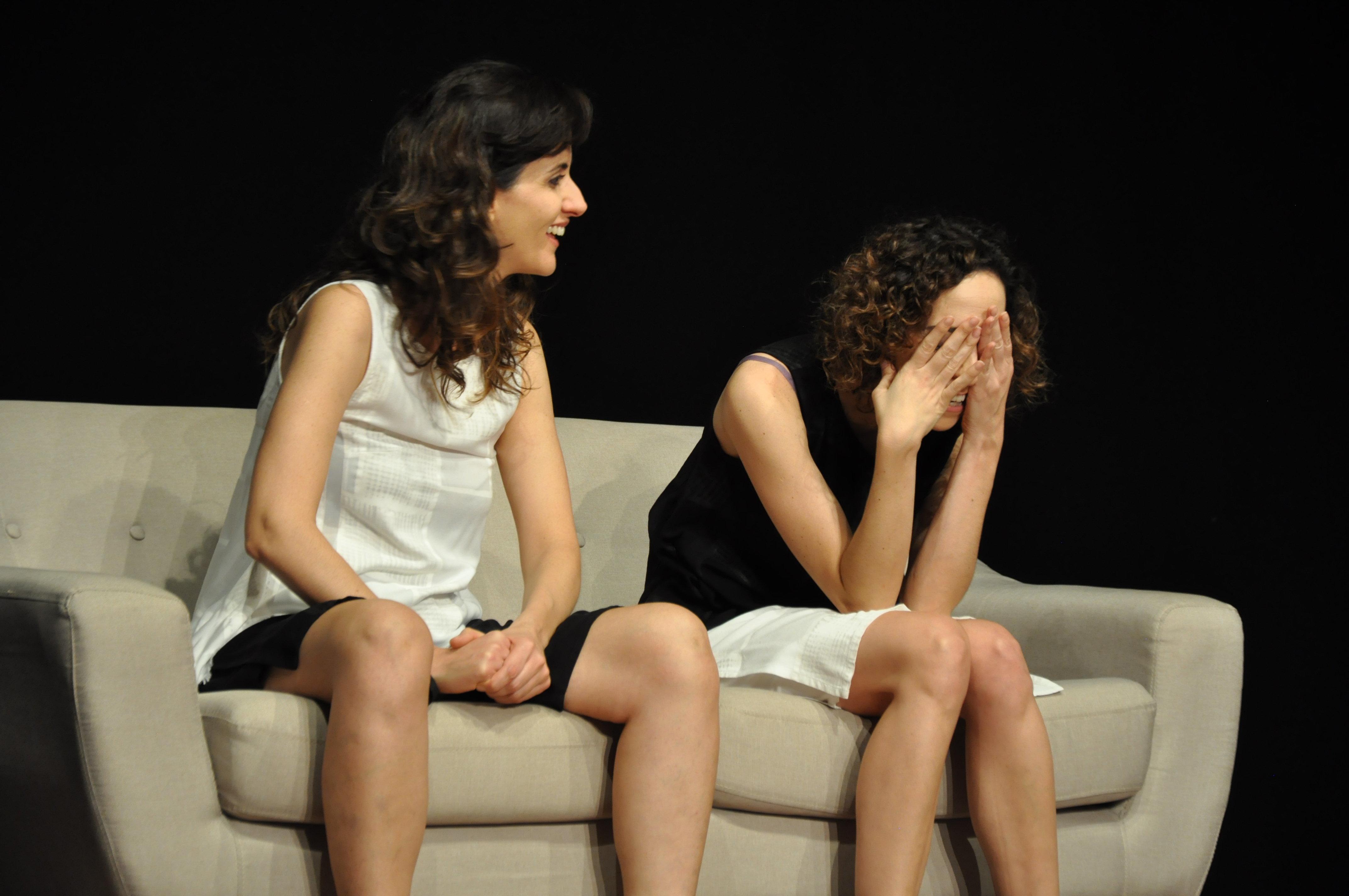
Cristiane Wersom e Mariana Armellini na Virada Cultural Paulista com a peça "Mulheres Ácidas".

Esteve em cartaz com o espetáculo "Mulheres Ácidas", ao lado de Marianna Armellini. A peça foi escrita e produzida por Cristiane Wersom e dirigida por Cristiane Paoli Quito.
Tem 2 programas na web de própria autoria: "O mundo maravilhoso de Cris" e "Mulheres Ácidas", bate papo.
Em 2023, participou da novela Vai na Fé, da Rede Globo, interpretando a personagem Sabrina, mãe de Bia (Flora Camolese) e fazendo par romântico com Simas (Marcos Veras).